# Abbetorp
Abbetorp är en by i Bäckebo socken  i Nybro kommun. Abbetorp överfördes tillsammans med ett antal andra byar från Ryssby socken till Bäckebo socken den 1 januari 1879. Abbetorp var tidigare station på järnvägen mellan Mönsterås och Fagerhult, Mönsterås-Åseda Järnväg.

## Församlingshemmet
Abbetorps församlingshem byggdes 1928 genom att en förening för dess uppförande bildades. Föreningens verksamhet, som skulle bedrivas i församlingshemmet, innebar att man skulle "engagera sig i frivilliguppgiften att höja befolkningens, särskilt ungdomens, intresse i religiöst, sedligt och allmänbildande hänseende". Lilla salen fick elvärme 1977, men stora salen uppvärmdes med fotogenkamin till 2002, då elradiatorer monterades. Sedan mitten av 1980-talet hålls gudstjänst en gång i månaden.

## Galleri

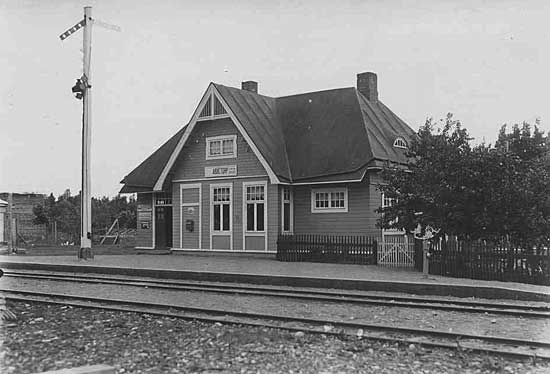
Abbetorps järnvägsstation 1910